# David Le Lay
David Le Lay (Saint-Brieuc, Costes del Nord, 30 de desembre de 1979) és un ciclista francès, professional des del 2005. Actualment corre a l'equip AG2R La Mondiale.
David Le Lay va debutar com a professional el 2005 a l'equip Bretagne-Jean Floch, que després passà a ser el Bretagne-Armor Lux. El 2008 va destacar guanyant dues proves de la Copa de França de ciclisme, cosa que li permet fer el salt a l'equip Agritubel a partir del mitjans 2008, per tal de poder participar en el Tour de França. Des del 2010 milita a l'AG2R La Mondiale.
És fill del també ciclista Gilbert Le Lay

## Palmarès
- 2001
  - Vencedor d'una etapa del Tour de Loir-et-Cher
- 2004
  - 1r als Tres dies de Cherbourg i vencedor d'una etapa
- 2005
  - 1r al Circuit de la Nive
- 2006
  - 1r als Boucles de la Soule
  - 1r al Circuit de Morbihan
  - Vencedor d'una etapa del Tour de Bretanya
  - Vencedor d'una etapa dels Boucles de la Mayenne
- 2007
  - 1r al Circuit de la Nive
- 2008
  - 1r al Tour de Finisterre
  - 1r al Trofeu dels Escaladors
- 2009
  - 1r als Tres dies de Valclusa
  - 1r al Circuit de La Sarthe i vencedor d'una etapa

### Resultats al Tour de França
- 2008. 81è de la classificació general
- 2009. Abandona (8a etapa)
- 2010. Abandona (3a etapa)